# Pauvre Jacques

Pauvre Jacques est une romance composée par Jeanne-Renée de Bombelles, marquise de Travanet (1753-1828) en 1789 et dont les paroles selon l'opinion de nombreux historiens ont été écrites par un membre de la famille royale, certains évoquent la reine Marie-Antoinette elle-même, d'autres sa belle-sœur, Madame Élisabeth. 
Elle devint populaire lors de la Révolution française où ses paroles détournées connurent de nombreuses adaptations plaignant le sort de Louis XVI et Marie-Antoinette d'Autriche.

## Origines
En 1783, la reine Marie-Antoinette fait construire un hameau à proximité du Petit Trianon à Versailles qui comporte notamment une laiterie. Pour animer le paysage, on fait venir de Suisse des vaches et une jeune laitière qui se lamentait fréquemment d'avoir dû abandonner son fiancé resté au pays. Sa situation inspira à la marquise de Travanet, née Marie-Jeanne de Bombelles, cette romance naïve. La petite histoire veut qu'ensuite la reine fait venir Jacques, puis les maria etles dota les deux fiancés.
Une autre version beaucoup plus probable prétend que c'est Madame Élisabeth, sœur du roi, qui avait fait venir de Suisse un vacher du nom de Jacques Bosson et que celui-ci dépérissait de l'éloignement de sa promise Marie-Françoise Magnin deux Gruériens de BulleLa princesse fit venir la jeune femme et fit célébrer le mariage en 1789 en l'église Saint-Symphorien de Versailles, sa paroisse. Le couple eut une fille qu'il prénomma Marguerite en 1790.

## Paroles
Pauvre Jacques, quand j'étais près de toi,

Je ne sentais pas ma misère ;

Mais à présent que tu vis loin de moi,

Je manque de tout sur la terre (bis).

Quand tu venais partager mes travaux,

Je trouvais ma tâche légère,

T'en souvient-il ? tous les jours étaient beaux.

Qui me rendra ce temps prospère (bis) ?

Quand le soleil brille sur nos guérets,

Je ne puis souffrir sa lumière :

Et quand je suis à l'ombre des forêts.

J'accuse la nature entière (bis).

Pauvre Jacques, quand j'étais près de toi,

Je ne sentais pas ma misère ;

Mais à présent que tu vis loin de moi,

Je manque de tout sur la terre (bis).
— Marquise de Travanet

## Postérité
Le compositeur et virtuose Auguste Vincent en fit vers 1858 une transcription pour piano remarquée.